# Serafín Zubiri
Serafín Zubiri est un chanteur espagnol né à Pampelune le 20 avril 1964.
Il participe deux fois au Concours Eurovision de la chanson pour l'Espagne :
- En 1992 avec la chanson Todo esta la musica et termine 14e
- En 2000 avec la chanson Colgado de un sueno et termine 18e